# Enna
Enna (Castruggiuvanni in siciliano) è un comune italiano di 24 979 abitanti, capoluogo dell'omonimo libero consorzio comunale in Sicilia.
Capoluogo di provincia più alto d'Italia, fu denominata Castrogiovanni (Castrojanni) fino al 1927, anno in cui riprese l'antico nome di Enna. La città è stata definita Urbs Inexpugnabilis dai romani per la sua imprendibilità.
Nei tre millenni precedenti è stata roccaforte quasi inespugnabile di siculi, greci, romani, bizantini, arabi, normanni, svevi e aragonesi. È sede dell'Università Kore.

## Geografia fisica
Enna sorge nella parte più elevata di un'ampia dorsale montuosa, che svetta sulla valle del Dittaino a 931 m d'altitudine. Tale dorsale, avente forma di V dolce o, secondo altre interpretazioni, di ferro di cavallo, si trova proprio nel centro geografico della Sicilia indicato con precisione dall'obelisco della Chiesa di Montesalvo nel quartiere Monte, il cosiddetto antico umbilicus Siciliae.. I rilievi che circondano Enna fanno parte della catena dei monti Erei, montagne calcaree e arenacee poco sviluppate in altezza, che costituiscono la maggiore presenza orografica del libero consorzio comunale di Enna.
Il versante settentrionale del monte su cui Enna poggia è molto ripido con un maggiore dislivello rispetto agli altri ed è ammantato da un ampio bosco. Quello meridionale, invece, è notevolmente urbanizzato, legando fra loro la città alta e quella bassa, che si sviluppa ai piedi dell'altopiano.
Il comune di Enna rientra tra i primi 30 comuni più estesi d'Italia: il suo territorio occupa infatti una superficie di 357,14 km². La porzione centro-occidentale del libero consorzio comunale, costituita prevalentemente da rilievi aventi altitudine estremamente variabile, compresa tra la minima di 230 m s.l.m. e la massima di 990 m, corrisponde alla cima del monte su cui sorge la città e dove originariamente aveva sede l'acropoli antica.
Circa 10 km a sud del centro storico si trova il lago Pergusa, a 677 m s.l.m., caratterizzato da un bacino endoreico, importante luogo di sosta e svernamento per decine di specie di avifauna. Attorno alle rive del lago si snoda l'omonimo circuito automobilistico.
I fiumi che scorrono nel territorio di Enna hanno principalmente carattere torrentizio, tranne il Dittaino, affluente del Simeto, e l'Imera meridionale o Salso.
Enna è comunemente suddivisa in due "macro-aree": Enna Alta ed Enna Bassa, cui si aggiunge Pergusa, che ne è una frazione. Tutte e tre le aree sono nettamente separate dal punto di vista geografico.

### Enna Alta

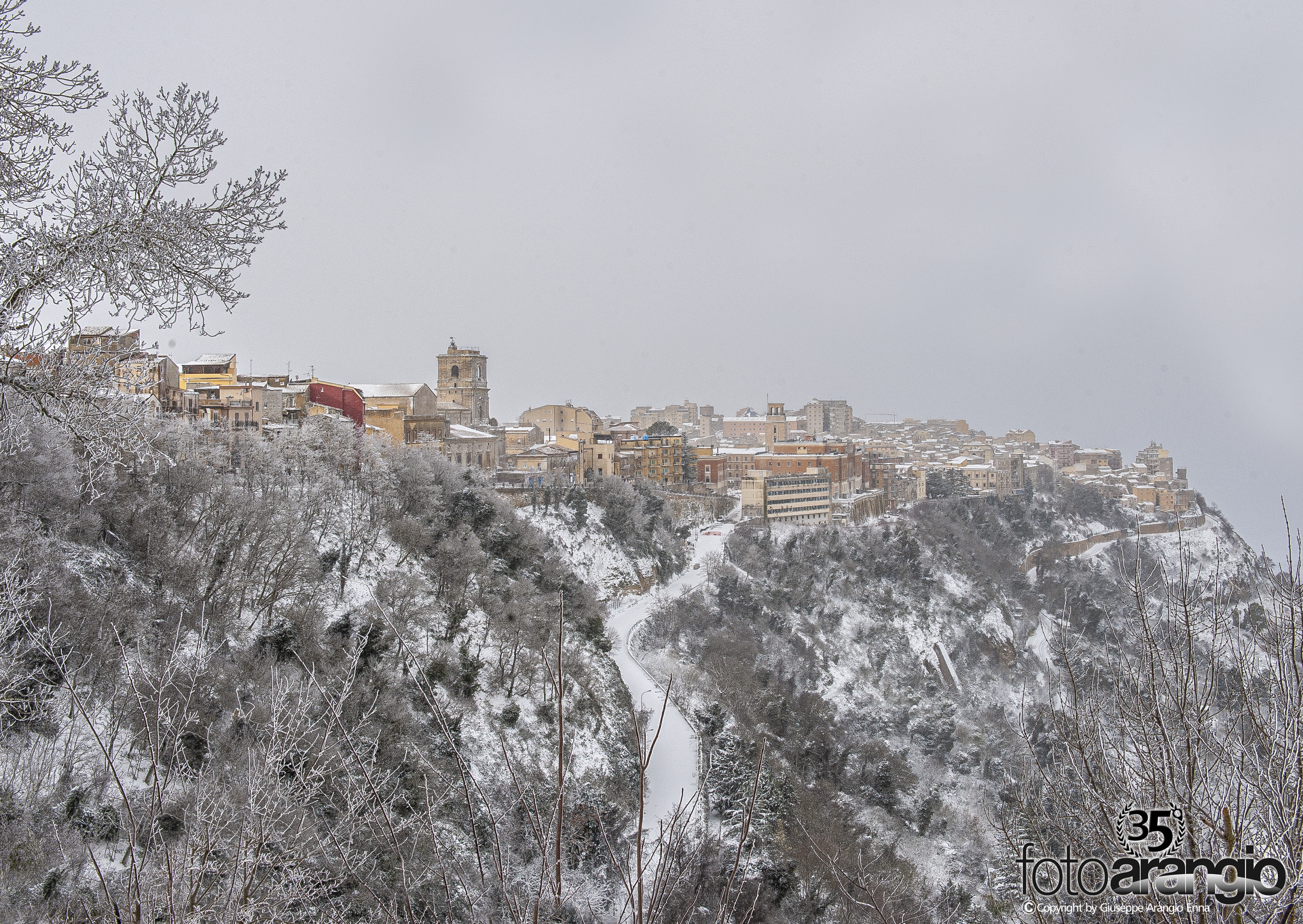
Scorcio del centro storico visto dalla Torre Pisana

Enna Alta sorge su un altipiano tra i 900 ed i 990 m d'altitudine, che svetta isolato al centro degli Erei, dominando la valle del Dittaino a est e la valle del Salso a ovest. L'altipiano ennese ha forma di triangolo irregolare: i versanti settentrionale e occidentale sono i più ripidi e scoscesi, con strapiombi fino a 400 m sulle vallate sottostanti. A sud, invece, si apre il profondo solco vallivo del Pisciotto, storico asse di penetrazione al monte, e altre vallette che si dipartono da esso, lungo le quali si sono sviluppati nei secoli i quartieri popolari, come Valverde. Il centro storico si è da sempre sviluppato sulla parte più alta del monte, nel versante nordorientale; sono presenti pittoresche scalinate tra gli stretti vicoli di matrice araba che scendono, tortuose, dal centro ai rioni più bassi. L'altipiano ennese misura, approssimativamente, 2 km lungo il fronte nord, 1 km in quello ovest e 1,5 km in quello sud. La leggenda vuole che il sito fosse scelto oltre 3000 anni fa dai Sicani, che vi introdussero il culto di Cerere, perché ben protetto come sito militare e roccaforte. La posizione strategica consentiva di avere una visuale molto ampia del territorio circostante. Di questa presenza rimane testimonianza nella rocca di Cerere, un'emergenza rocciosa su cui sorgeva il santuario di Demetra (nome greco di Cerere).
Il monte ennese, benché isolato, offre 5 sorgenti d'acqua: una è stata inglobata nella Villa Farina, un'altra sgorga dalla viva roccia tra le scalette di via Canalicchio. Sgorga acqua dalla roccia anche nella parete meridionale del Castello di Lombardia. Quest'abbondanza di sorgenti aiutò Enna a resistere ai lunghi assedi tesi al tempo dei Romani e degli Arabi che nell'859, guidati da un traditore cristiano, riuscirono a penetrare nella città attraverso la rete fognaria.
Enna alta, fino al primo dopoguerra, fu per lungo tempo l'unico insediamento urbano del capoluogo ereo. La sua saturazione urbana ha portato nel Novecento alla nascita di Enna Bassa.
Nel settore orientale si trova il quartiere Lombardia che prende nome dall'imponente omonimo castello, non lontano dal Duomo di Enna, dai Musei Alessi, Archeologico di Palazzo Varisano, un po' più lontano dal museo "Fede e Tradizione" di recente costituzione nei locali della chiesa San Leonardo Abate, Il centro storico si snoda lungo Via Roma lungo la quale sorgono ampie piazze, tra cui il cosiddetto Belvedere comprendente piazza Francesco Crispi e il viale Guglielmo Marconi fino alla confluenza con via Alessandro Volta; numerose sono le chiese e monumenti. Lungo tale via sorgono le sedi delle principali istituzioni (libero consorzio comunale, comune, prefettura, genio civile), il teatro, banche e assicurazioni. A sud vi sono le aree urbane più basse rispetto al centro storico, Valverde, il quartiere più vecchio, con viuzze strette e tortuose, bagli e ponti, e Fundrisi altrettanto antico.

Il Monte è il quartiere più moderno ed è attraversato dai viali Armando Diaz e IV Novembre, che si incrociano con via Libertà (terminale della centrale via Roma) in uno dei più trafficati quadrivi della città. Vi si trovano, la Torre ottagonale di Federico II, la Chiesa Santa Maria di Gesù in Montesalvo con l'obelisco che indica il centro geografico della Sicilia, lo Stadio Comunale Generale Gaeta. In questa area, un tempo occupata da un bosco di roveri, dei quali rimane un unico esemplare in Via Cavalieri di Vittorio Veneto, su una motta naturale sorge la ottagonale Torre di Federico II, importante monumento svevo.
Enna deve la nomea di Belvedere di Sicilia in quanto sorge in cima a un monte, in una terrazza naturale che sporge al centro dell'isola, senza catene montuose abbastanza vicine o alte da chiudere la vista. Nei giorni più limpidi, lo sguardo spazia ininterrotto, in linea d'aria, per circa 30 km verso nord (si scorge Nicosia, alle falde dei Nebrodi), per altrettanti verso est (fino ad Agira e alla zona industriale di Dittaino) e verso ovest (si intravede Caltanissetta), e per quasi 15 km verso sud (si vede Pergusa ed il suo lago, e Valguarnera Caropepe).
Punti panoramici principali:
- il Belvedere Marconi, che si apre a nord includendo per intero il paesaggio dall'Etna alle Madonie
- il viale Paolo e Caterina Savoca, che ne è la continuazione fino al Castello di Lombardia
- il viale Nino Savarese, che cinge il castello e permette pertanto di passare dal panorama a nord a quello a sud
- la Torre delle Aquile del Castello, il punto panoramico più completo, che svetta da oltre 1000 m d'altezza a 360° sul panorama a nord, est, sud, e ad ovest domina tutta Enna (si vede chiaramente anche la Torre di Federico II) e, dietro di essa, lascia intravedere Caltanissetta
- la Rocca di Cerere, ultimo sperone orientale dell'akropolis di Henna, da cui il panorama si apre a nord, est e sud, mentre a ovest si ha una veduta del Castello di Lombardia
- via Porta Palermo o Porta Reale, arco che si apre in via Roma nei pressi del Duomo
- il Corso Sicilia, che dà verso nord su Calascibetta
- la Torre di Federico II, dalla cui cima si domina Enna e le vallate sottostanti, nell'antica residenza estiva dell'imperatore Federico.

### Enna Bassa
Enna Bassa si è sviluppata sulle colline a valle di Enna sul versante sud , ad un'altitudine variabile intorno ai 700 m s.l.m. partendo dal quadrivio Sant'Anna attorno al quale sorgeva un piccolissimo nucleo di case, attorno alla chiesetta di Sant'Anna. Dagli anni sessanta in poi si sono sviluppati gradatamente quartieri residenziali, aree commerciali, uffici e attività varie. La nascita dell'Università ha avuto un ulteriore effetto propulsivo. Nel quadrivio originario si incrociano tre strade statali e una provinciale.

### Pergusa
Pergusa è una frazione della città e dista 10 km dal centro. Ha una popolazione residente assai ridotta (circa mille abitanti) ma è presente una sviluppata edilizia di villeggiatura e buona parte delle strutture ricettive e turistiche quali alberghi, bed and breakfast e agriturismi, molti dei quali affacciati sul lago, principale meta turistica della località. La Riserva Naturale Speciale Lago di Pergusa ingloba il piccolo abitato del villaggio e vanta una ricca avifauna che sverna, transita o risiede nell'area. La Riserva comprende il bacino del Lago Pergusa, di 1,8 km² e l'ampia area che lo circonda che comprende la Selva Pergusina, una pineta attrezzata, il giuncheto e altre aree di pregio naturalistico. La frazione dà il nome ad un circuito automobilistico, l'Autodromo di Pergusa, nel quale venne disputata l'unica edizione del Gran Premio del Mediterraneo di Formula 1 il 27 agosto 1961.

### Clima

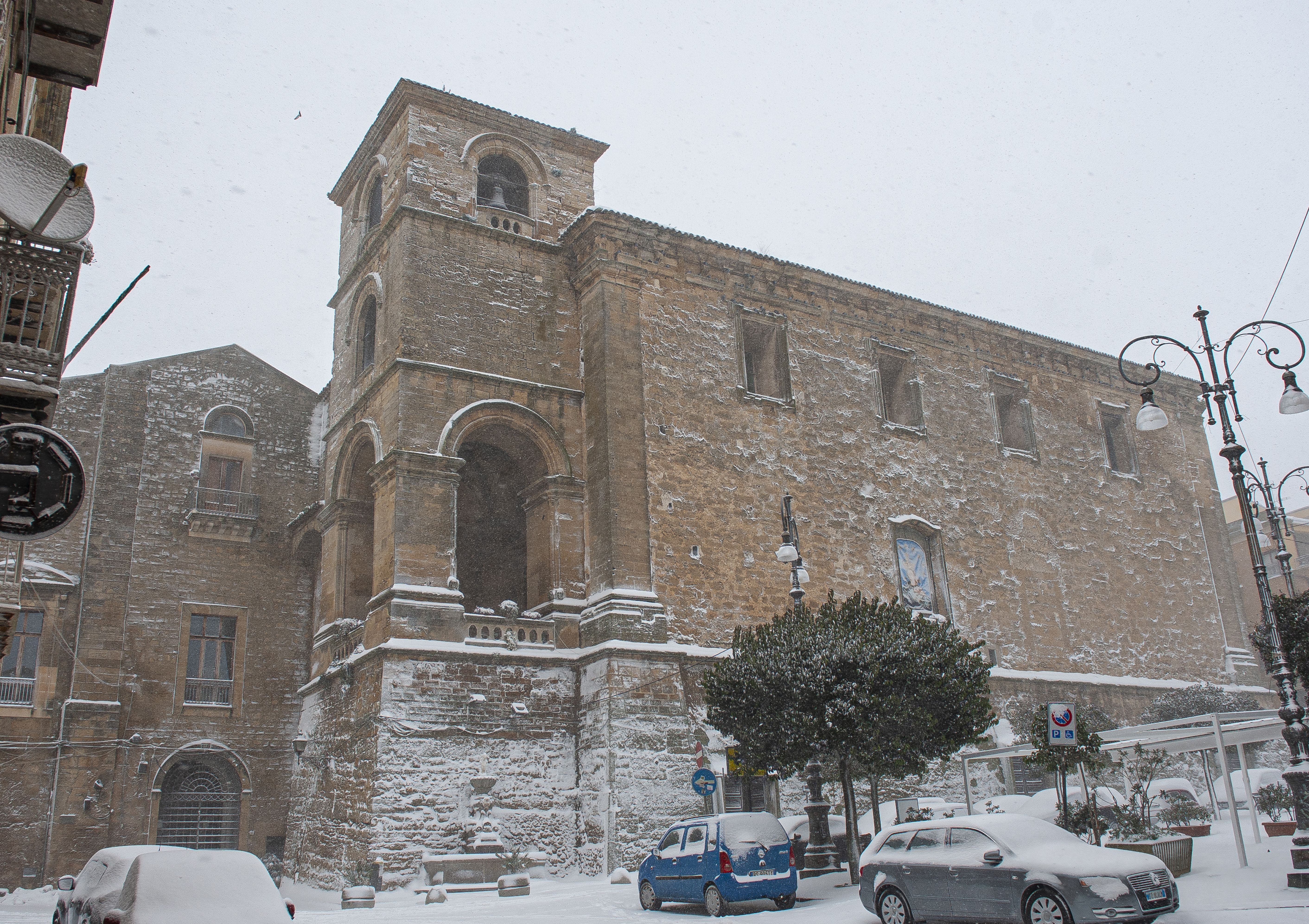
Scorcio di Piazza Vittorio Emanuele avvolta nella nebbia

Il clima di Enna è caratterizzato da inverni freddi e umidi ed estati calde, anche se meno calde rispetto a tutti gli altri capoluoghi siciliani, per via della sua altitudine. Frequentissima è la nebbia, presente per ben 140 giorni all'anno, che rende Enna il capoluogo più nebbioso d'Italia.
Il clima più mite ha reso Enna un buon rifugio dalle torride estati siciliane: l'imperatore Federico II di Svevia vi costruì l'omonima torre come residenza estiva.
Le medie si riferiscono al trentennio 1971-2000 per l'Organizzazione Mondiale della Meteorologia:
| ENNA (1971-2000)                | Mesi        | Mesi        | Mesi        | Mesi        | Mesi        | Mesi        | Mesi        | Mesi        | Mesi        | Mesi        | Mesi        | Mesi        | Stagioni | Stagioni | Stagioni | Stagioni | Anno  |
| ENNA (1971-2000)                | Gen         | Feb         | Mar         | Apr         | Mag         | Giu         | Lug         | Ago         | Set         | Ott         | Nov         | Dic         | Inv      | Pri      | Est      | Aut      | Anno  |
| ------------------------------- | ----------- | ----------- | ----------- | ----------- | ----------- | ----------- | ----------- | ----------- | ----------- | ----------- | ----------- | ----------- | -------- | -------- | -------- | -------- | ----- |
| T. max. media (°C)              | 8,3         | 8,6         | 10,3        | 13,2        | 19,4        | 25,0        | 28,1        | 28,3        | 23,5        | 18,1        | 13,1        | 9,7         | 8,9      | 14,3     | 27,1     | 18,2     | 17,1  |
| T. min. media (°C)              | 3,8         | 3,2         | 4,0         | 6,1         | 11,3        | 15,7        | 18,7        | 19,2        | 15,5        | 11,8        | 8,0         | 5,3         | 4,1      | 7,1      | 17,9     | 11,8     | 10,2  |
| T. max. assoluta (°C)           | 18,0 (1991) | 19,4 (1998) | 22,0 (1996) | 24,6 (1998) | 30,4 (1994) | 39,0 (1998) | 41,0 (1988) | 39,8 (1999) | 33,0 (1988) | 29,8 (1991) | 23,0 (1999) | 21,2 (1989) | 21,2     | 30,4     | 41,0     | 33,0     | 41,0  |
| T. min. assoluta (°C)           | −5,0 (1993) | −4,6 (1972) | −5,2 (1993) | −1,4 (1973) | 1,6 (1991)  | 7,0 (1991)  | 10,4 (1972) | 10,8 (1991) | 8,6 (1971)  | 4,2 (1972)  | −0,8 (1971) | −4,2 (1991) | −5,0     | −5,2     | 7,0      | −0,8     | −5,2  |
| Giorni di calura (Tmax ≥ 30 °C) | 0           | 0           | 0           | 0           | 0           | 3           | 10          | 10          | 0           | 0           | 0           | 0           | 0        | 0        | 23       | 0        | 23    |
| Giorni di gelo (Tmin ≤ 0 °C)    | 4           | 4           | 2           | 0           | 0           | 0           | 0           | 0           | 0           | 0           | 0           | 2           | 10       | 2        | 0        | 0        | 12    |
| Precipitazioni (mm)             | 70,4        | 56,9        | 46,9        | 43,2        | 22,9        | 17,7        | 8,2         | 25,3        | 40,6        | 79,3        | 73,6        | 71,0        | 198,3    | 113,0    | 51,2     | 193,5    | 556,0 |
| Giorni di pioggia               | 8           | 8           | 7           | 6           | 4           | 2           | 1           | 3           | 5           | 6           | 8           | 8           | 24       | 17       | 6        | 19       | 66    |
| Giorni di neve                  | 1           | 1           | 0           | 0           | 0           | 0           | 0           | 0           | 0           | 0           | 0           | 0           | 2        | 0        | 0        | 0        | 2     |
| Giorni di nebbia                | 19          | 17          | 16          | 12          | 7           | 3           | 1           | 2           | 10          | 16          | 19          | 18          | 54       | 35       | 6        | 45       | 140   |
| Umidità relativa media (%)      | 77          | 75          | 71          | 70          | 62          | 56          | 54          | 57          | 66          | 72          | 77          | 80          | 77,3     | 67,7     | 55,7     | 71,7     | 68,1  |

### Particolari valori climatici
Si riferiscono al trentennio 1960-1990 secondo l'Organizzazione Mondiale della Meteorologia.
| Mese                                    | Gen  | Feb  | Mar  | Apr  | Mag  | Giu  | Lug  | Ago  | Set  | Ott  | Nov  | Dic  | Anno |
| --------------------------------------- | ---- | ---- | ---- | ---- | ---- | ---- | ---- | ---- | ---- | ---- | ---- | ---- | ---- |
| Temperatura minima mai registrata (°C)  | −5,8 | −5,0 | −5,0 | −1,4 | 0,6  | 6,8  | 10,4 | 11,4 | 8,4  | 3,2  | −1,0 | −4,0 | −5,8 |
| Temperatura massima mai registrata (°C) | 20,4 | 19,8 | 21,8 | 23,2 | 30,0 | 35,0 | 41,0 | 38,0 | 33,0 | 28,0 | 22,4 | 21,2 | 41,0 |

La temperatura minima registrata ad Enna dal secondo dopoguerra è di −5,8 °C, nel gennaio 1962, valore sfiorato anche nei mesi di febbraio e marzo 1956 con −5,4 °C. L'agosto 1958 fu il più freddo in assoluto, con una minima di 10 °C. La massima è stata registrata nel luglio del 1988, quando il termometro toccò i 41 °C. In assoluto la temperatura più alta registrata in inverno è stata 21,2 °C nel dicembre 1989. Per quanto riguarda le precipitazioni, l'agosto 1999 fu il mese più piovoso, con 253 mm di pioggia caduta, mentre il mese più siccitoso fu il settembre del 1988, quando si ebbero precipitazioni quattro volte inferiori, pari cioè a 58,8 mm.

## Origini del nome
Il nome Enna è stato introdotto nel 1927 con il processo di rinominazione fascista, che riprendeva ove possibile gli antichi nomi dell'età classica. Fino a quella data infatti il comune di Enna era chiamato in siciliano Castrugiuvanni, italianizzato in Castrogiovanni.
L'origine del toponimo antico potrebbe derivare da un sostrato pregreco, sovente ipotizzato in uno sicano o siculo. Quel che è certo è che in greco antico l'insediamento era noto con il nome di Ἔννα (Énna), successivamente latinizzato presso in Henna (o meno frequentemente Hennae).
Durante la dominazione araba ha assunto invece la nominazione strategico-militare di "fortezza di Enna", cioè di qaṣr (قَصْر). Il vecchio toponimo siciliano di Castrianni trarrebbe infatti origine nella locuzione Qasr Yānī o Qasryānnih, da intendersi quindi come un cambiamento fono-morfologico di *qasr-enna A tal proposito anche Letojanni sembra condividere la medesima desinenza.
Dall'XI secolo fino appunto al 1927, attraverso le contaminazioni linguistiche degli altri popoli che hanno dominato nei secoli l'isola, si è dunque passati, con il tramite della latinizzazione effettuata dai Normanni, alla forma di Castrum Ioannes dalla quale sono poi scaturiti il siciliano Castrianni e l'italiano Castrogiovanni. Entrambe queste forme sono ancora oggi diffuse sotto forma di cognomi.

## Storia

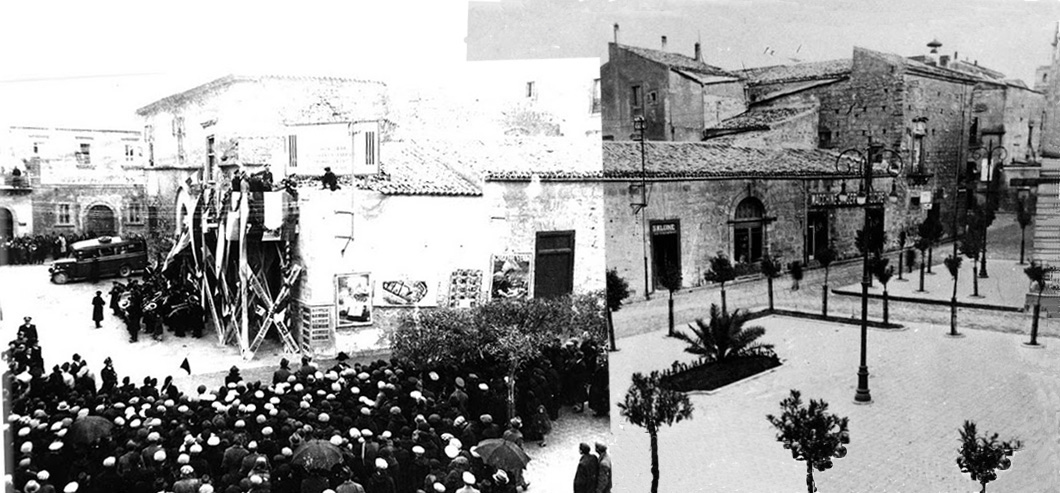
Palazzo Varisano durante una manifestazione del ventennio fascista

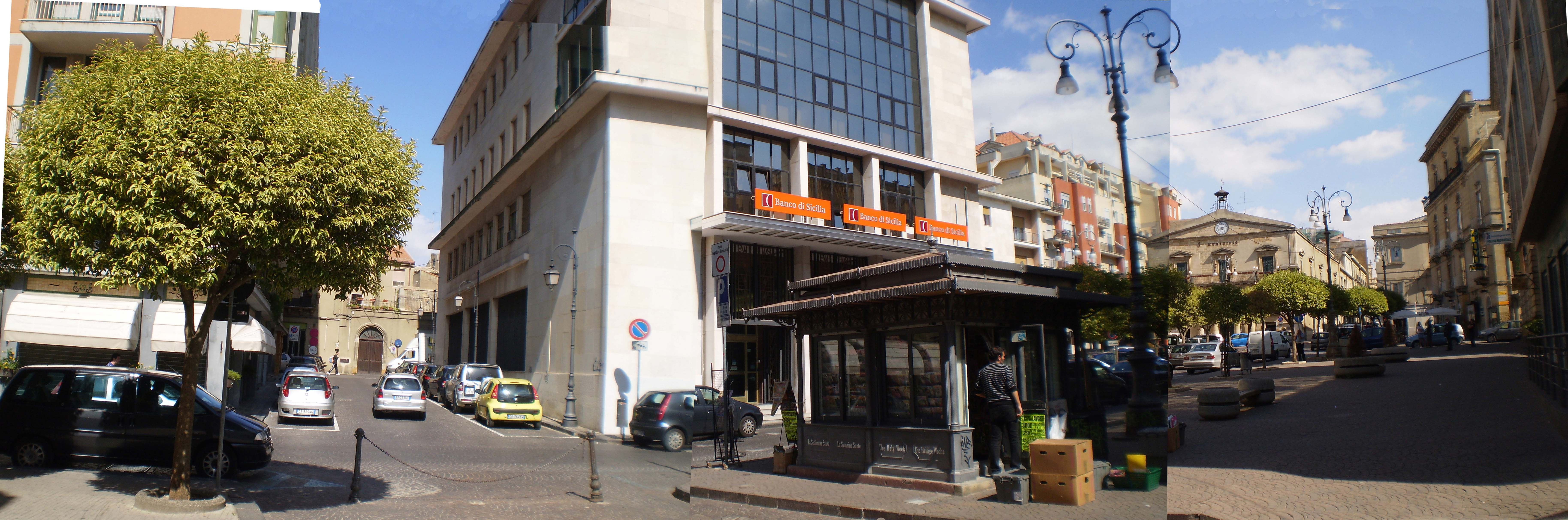
Via Roma tra Piazza VI Dicembre e Piazza Umberto I nel settembre 2011

Enna ha origini incerte antecedenti all'influsso greco risalenti al XIV secolo a.C.: un villaggio, una necropoli e un tempio risalenti al Neolitico sono stati rinvenuti sui colli attorno al Lago di Pergusa, ed in particolare sul colle detto di Cozzo Matrice. Diversi altri insediamenti nascono durante l'età del rame e poi del bronzo sulle colline che circondano l'altura ennese. Tra essi, in parte già indagati, i centri anonimi di Capodarso, Juculia, Contrada Rossi. Nell'XI secolo a.C. genti che possono essere identificate con il popolo sicano, si stabilirono sull'altura. Da recenti ritrovamenti, il primo insediamento può porsi durante l'età del rame lungo la vallata del Torcicoda, il torrente che scaturisce dai pendii meridionali della città, e che da sempre rappresenta la principale via di penetrazione verso l'altipiano.
Durante la dominazione greca la polis certamente aveva già il toponimo Henna che parrebbe di origine preindoeuropea e che, nonostante diverse ipotesi, appare del tutto incomprensibile dal punto di vista etimologico. Era rinomata in tutta la Sicilia per il tempio e il culto di Demetra, la Cerere dei romani. Nel 396 a.C. passò in mano ai Siracusani e nel 212 a.C. ai Romani. Durante la prima guerra servile 136-132 a.C. fu governata dallo schiavo siriano Euno che partendo da questa acropoli conquistò l'intera Sicilia orientale.
Dopo la dominazione romana, Henna diventò un fiorente centro bizantino dell'isola e successivamente arabo. Da questi ultimi fu rinominata Qaṣr Yānī poi, conquistata e riedificata dai Normanni, il nome arabo della città viene foneticamente latinizzato in 'Castrogiovanni'. Nella sollevazione antiangioina del Vespro siciliano, la città ebbe un grande ruolo e riuscì per qualche tempo a divenire libero comune con istituzioni repubblicane. Diventata l'isola aragonese, fu proprio uno degli sovrani aragonesi, Federico III di Sicilia, a fare di Enna, grazie alla sua posizione di città inespugnabile, un centro fiorente, sovente sede della corte, rinnovandone l'architettura con numerosi monumenti in stile gotico catalano, che caratterizzano il centro storico.
Sotto la monarchia ispanica e in seguito dei Borbone, la città, che faceva parte del demanio della corona, ancora fiorente nel corso del XVI e XVII secolo, iniziò un lento declino anche per le frequenti carestie. Persa l'occasione di diventare sede di diocesi - fu preferita per la sua posizione geografica e altimetrica Piazza Armerina - con l'unità d'Italia la città riuscì ad inserirsi nel nascente mercato nazionale grazie alla ferrovia che attraversava il suo territorio e che garantiva accessibilità e sbocchi portuali alla produzione delle sue miniere di zolfo.
Nel 1927 il regime fascista costituì Castrogiovanni capoluogo di provincia, staccandolo dall'allora provincia di Caltanissetta, preferendolo a Caltagirone e a Piazza Armerina, legate a Sturzo e al partito popolare. Esaltandone antichi fasti legati al suo mitico passato classico - il mito di Proserpina innanzitutto - sul finire dello stesso anno ripristinò l'antico nome di Enna.
Nel 2004 è diventata sede del quarto polo universitario siciliano.

Gonfalone cittadino

## Monumenti e luoghi d'interesse
Grazie alla sua lunga storia Enna può vantare un notevole patrimonio monumentale. La maggior parte dei luoghi d'interesse sorge lungo l'asse della via Roma che percorre tutto il centro storico della città; l'itinerario parte da piazza Neglia, dove sorge la chiesa di san Tommaso e, passando per le cinque piazze più grandi, termina al castello di Lombardia, il monumento più importante.

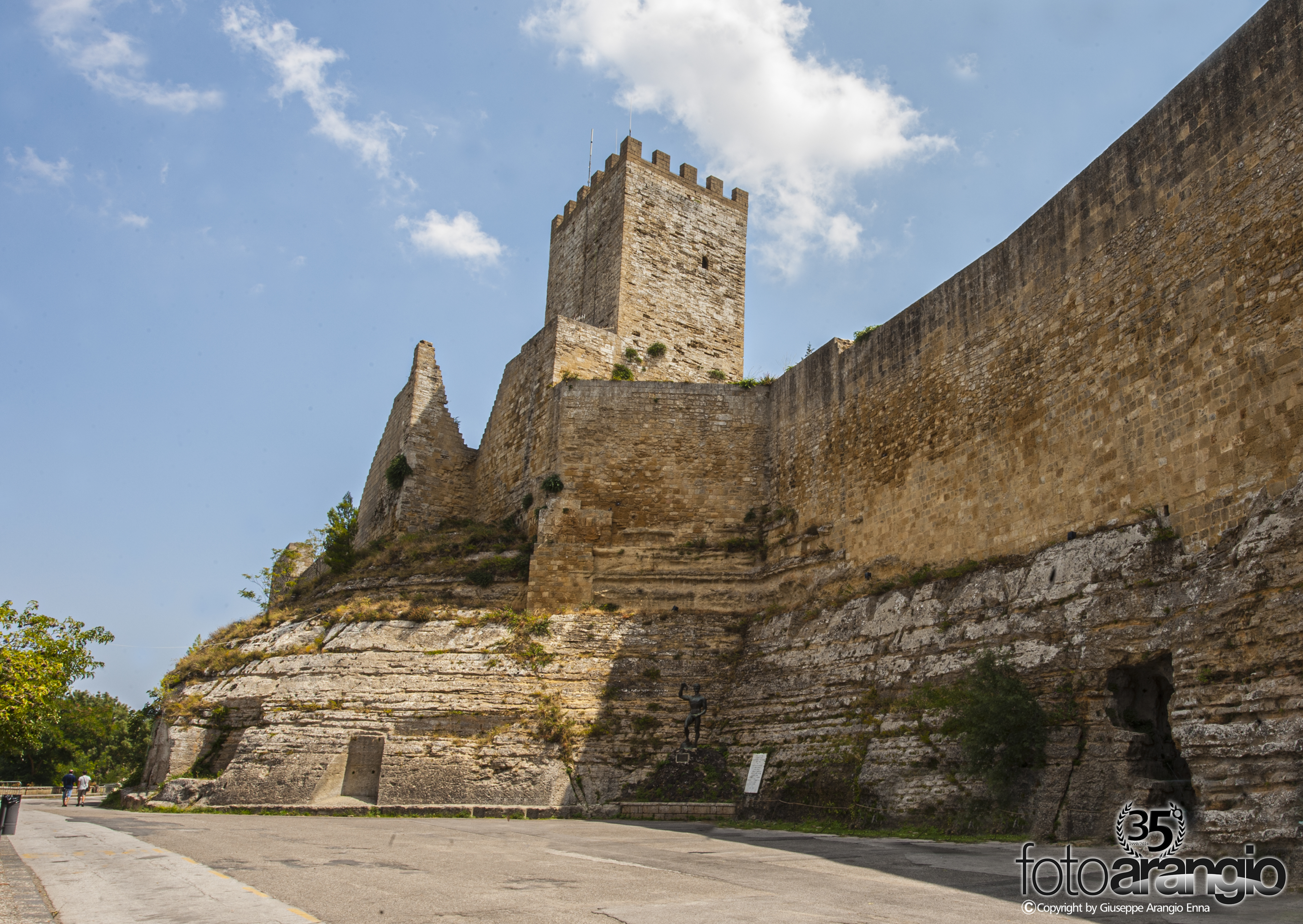
Castello di Lombardia, particolare della Torre Pisana.

### Architetture civili

#### Palazzo Varisano
Palazzo Varisano sorge in piazza Mazzini, a ridosso della chiesa di San Michele; l'edificio è del XVIII secolo, costruito sui resti di una struttura cinquecentesca che lascia ancora traccia di sé nei locali dei piani terreni. Ospita le sale del Museo Archeologico Regionale che espone nelle sue sale pregevoli manufatti archeologici connessi alle antiche società che animarono le contrade del territorio ennese. Il palazzo è appartenuto nel corso dei secoli alle famiglie nobili dei Leto di Capodarso, dei Petroso e dei Varisano, da cui ha preso il nome; negli anni 1970 è stato acquistato dalla Regione Siciliana e poi ceduto al comune di Enna. La struttura viene ricordata nelle cronache storiche poiché il 13 agosto 1862, Giuseppe Garibaldi, vi avrebbe pronunciato il celebre discorso terminato con la frase o Roma o morte.

#### Palazzo Pollicarini
Palazzo fortificato in stile gotico-catalano, la cui costruzione è riconducibile ai primi del XVI secolo, si affaccia sulla piazza Napoleone Colajanni. È stato dimora, nei secoli, di numerose famiglie notabili quali i Falanga, i Petroso e i Notarbartolo. È organizzato su più livelli; al piano nobile si trovano i locali di rappresentanza e dimora (tra cui la sala Magna) e al piano terra i locali dei servizi; il locale sottotetto era dedicato alla servitù. Cornici, arabeschi e stemmi caratterizzano la struttura; in particolare la cornice che divide il piano terra dal nobile è dotata di tre finestre ornate da pizzi in pietra.

### Architetture militari

#### Castello di Lombardia
Il castello di Lombardia sorge sul terreno in cui, nel V secolo a.C., sussisteva un santuario dedicato a Cerere. Sostituito da un castrum sotto i bizantini, in epoca normanna si trasformò in castello. Il nome deriva dai fanti lombardi che lo occuparono al seguito della regina Adelaide del Monferrato, moglie di Ruggero I di Sicilia.
Delle 20 torri iniziali, la Torre Pisana è la meglio conservata. In passato sono stati rinvenuti oggetti e resti di varia epoca; dal 2000 al 2002 sono stati eseguiti scavi archeologici.
La posizione del castello offre un panorama vastissimo, che spazia dalle Madonie all'Etna, sono visibili il lago di Pergusa e due i bacini artificiali (Nicoletti e Morello), e buona parte della Sicilia centro-orientale. Un tempo era sede, in estate, di concerti e spettacoli teatrali, presso il vasto recinto di San Nicola o degli Armati che poteva ospitare fino a 5000 persone.
Non lontano dal castello sorge la Rocca di Cerere costruita in direzione del sole nascente; sin dal primo insediamento del XIV secolo a.C. fu un luogo di culto e divenne parte integrante del vicino santuario: si intravede ancora l'ara sacrificale utilizzata per oltre mille anni, da Sicani, Greci e Romani, per il culto della dea delle messi, Demetra o Cerere. L'area è lo sperone orientale di Enna.

#### Torre ottagonale, detta di Federico II
La torre, di forma ottagonale, compare nei registri del catasto urbano di Castrogiovanni, conservati presso l'Archivio di Stato di Enna, sempre con il nome di "Torre di Alcontres".
A decretare la paternità di Federico II di Svevia, che l'avrebbe fatta edificare nella prima metà del XIII secolo, fu Giuseppe Agnello nel 1935, seppur in mancanza di fonti documentarie che comprovassero tale ipotesi.
Invero, è più probabile l'ipotesi secondo cui a ristrutturare la Torre ottagonale di Enna fosse stato Federico III d'Aragona, terzogenito di Pietro III d'Aragona, incoronato "re di Sicilia" nel 1296.
Ma la fondazione della torre, in mancanza di opportune indagini archeologiche, potrebbe risalire ad un'epoca assai più remota.
La torre sorge in cima a una collinetta alberata, sede dell'omonima Villa Comunale. Dalla sua sommità lo sguardo spazia su tutta la città alta e sulle valli sottostanti, fino all'orizzonte.

### Porta di Janniscuru
La porta di Janniscuru è l'unica rimasta delle 6 antiche porte di accesso alla città edificata nel periodo arabo-normanno, poste lungo le mura di cinta (che in più epoche furono erette) attorno all'urbs inexpugnabilis e di cui rimane lieve traccia sulle pendici del monte. Le altre porte caddero in rovina o furono abbattute quando Enna fu eretta capoluogo di provincia per ampliare le strade di accesso alla città.
La porta di Janniscuru si trova nel quartiere di Fundrisi, fuori dal circuito turistico ordinario del capoluogo. Si presenta massiccia e con un arco a tutto sesto ed è circondata dalle grotte con necropoli che si arroccano sul monte.

### Architetture religiose
La città è ricca di chiese e conventi ereditati dal suo lungo passato di dominazione spagnola e borbonica le cui tracce sono evidenti nell'architettura urbana di alcuni dei monumenti più significativi dal punto di vista religioso. Nel XVIII secolo, l'allora Castrogiovanni possedeva 133 chiese, all'incirca una per ogni centinaio di abitanti, di cui 400 erano preti; ne sopravvivono più di 35.

#### Duomo

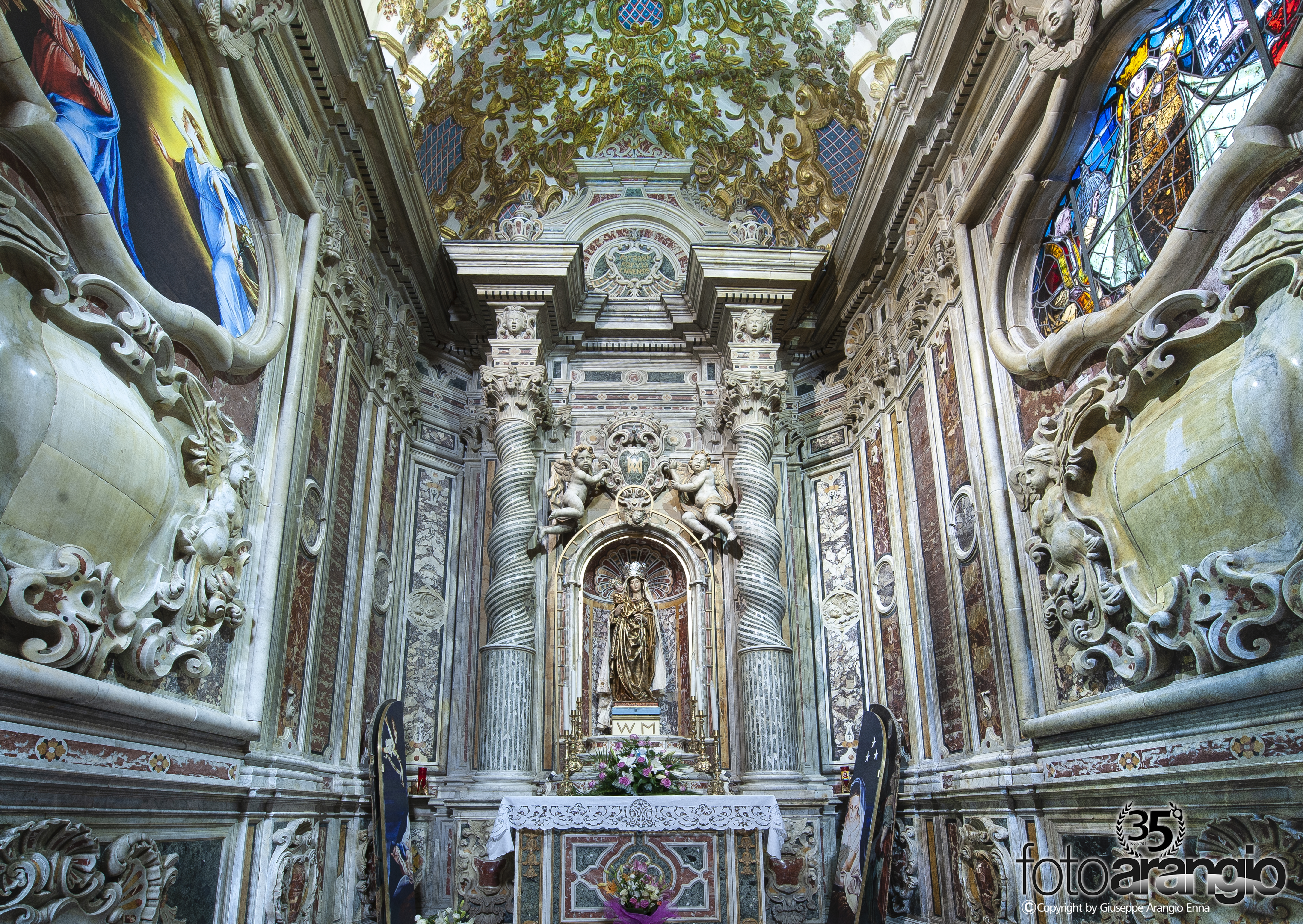
Particolare del presbiterio destro del Duomo, in stile barocco

Il duomo di Enna è un esempio di architettura ecclesiastica medievale: costruito nel XIV secolo e profondamente rinnovato circa due secoli dopo, presenta imponenti colonnati corinzi, tre navate e tre absidi. La facciata è maestosa, con torre campanaria la cui campana è di notevole mole. All'interno pregiate tele e lampadari.
Tra le opere custodite, affreschi di Guglielmo Borremans. Il duomo è il punto culminante delle celebrazioni della Settimana Santa di Enna.

#### Santuario di Papardura
Il santuario di Papardura Superiore è una chiesa arroccata su un'area rocciosa ricca di grotte, alcune visitabili. Presenta un prospetto esterno austero, con rosone, ma all'interno la sua ricchezza decorativa è una notevole espressione del barocco della Sicilia centrale. Vi sono concentrati, un soffitto ligneo intarsiato, dodici statue degli Apostoli, numerose tele e affreschi di Borremans, pittore fiammingo, e stucchi del XVII secolo della scuola di Giacomo Serpotta.

#### Chiesa dello Spirito Santo
La chiesa dello Spirito Santo è parte di un antico complesso bizantino, dapprima restaurato nel 1320 ad opera dei frati Minori Conventuali dell'Ordine di San Francesco che vi risiedettero fino al 1393, quando si videro affidati i locali dei palazzi confiscati ai signori Andrea Chiaramonte e Scaloro degli Uberti, poi diventati chiesa e convento di San Francesco d'Assisi.
Essa è sempre stata annessa alla parrocchia di San Bartolomeo Apostolo nonostante agli inizi del Novecento fosse ancora in mani private. È stata riaperta al culto nel 2009 in seguito all'intervento del comune di Enna e della Venerabile Confraternita dello Spirito Santo, della quale è sede.
Su una roccia vicino alla chiesa si trova un campanile a vela, mentre nella parte posteriore era posta anticamente una torre di avvistamento, data la posizione strategica per la difesa della città, sovrastante la vicina Porta di Janniscuru. La struttura fu parzialmente adattata dai frati minori per le esigenze del convento, costituendo probabilmente anche un refettorio, mentre le celle-dormitori vennero scavate nelle grotte accanto alla chiesa.
Entrando, a sinistra, si trova la cappella dello Spirito Santo, con l'effigie della Trinità portata in processione in diverse occasioni dalla confraternita. La cappella di destra accoglie una statua di Maria Addolorata mentre nella cappella del corridoio laterale destro è stata posta nel 2011 una statua raffigurante il "Cristo alla colonna". L'interno presenta una conformazione simile a quella della Santa Casa di Loreto, con una finestrella che volge lo sguardo verso l'altare maggiore, dove è collocata la Vergine Nera di Loreto.
Vi si festeggiano il Triduo e la Solennità della Pentecoste e quella di Maria Santissima Assunta il 15 agosto.

#### Chiesa di San Leonardo Abate
La chiesa di San Leonardo Abate, conosciuta come "A Chisa 'a Passioni" risale al 1400 come si rileva dagli atti. L'interno ad unica navata è molto semplice ed è costituito da un altare maggiore e da quattro nicchie laterali; in esse si trovano i simulacri dei Santi Cosma e Damiano, della Madonna del Giglio, di San Leonardo Abate e della vergine di Fatima. Nella più importante è contenuto il simulacro dell'Ecce homo, fulcro essenziale per la settimana Santa; in tale periodo è meta di pellegrinaggio.
Un campanile medievale sovrasta la struttura.
Vi si celebrano le festività dell'Ecce Homo (Domenica delle Palme) e la festa della Madonna di Fatima (13 maggio).

### Rocca di Cerere
La Rocca di Cerere è uno dei luoghi più famosi e rappresentativi di Enna, esso lega la città all'antico culto di Cerere particolarmente presente nella zona essendo l'ennese il luogo in cui avvenne il rapimento di Persefone da parte del dio Ade. Il luogo oltre ad essere particolarmente suggestivo per il panorama è ricco di ambienti rupestri e ipogei di varie età.

### Villa romana di contrada Geraci
La villa romana di contrada Geraci è una villa romana situata nei pressi della strada provinciale 78 al bivio Rastello-Ramata, nella tenuta Fontanazza. L'elaborata villa faceva parte di una ricca tenuta di 3,5 ettari, uno dei tanti latifondi storicamente segnalati, ma raramente scavati sull'isola.

## Geografia antropica

### Urbanistica

#### Evoluzione architettonica e urbana

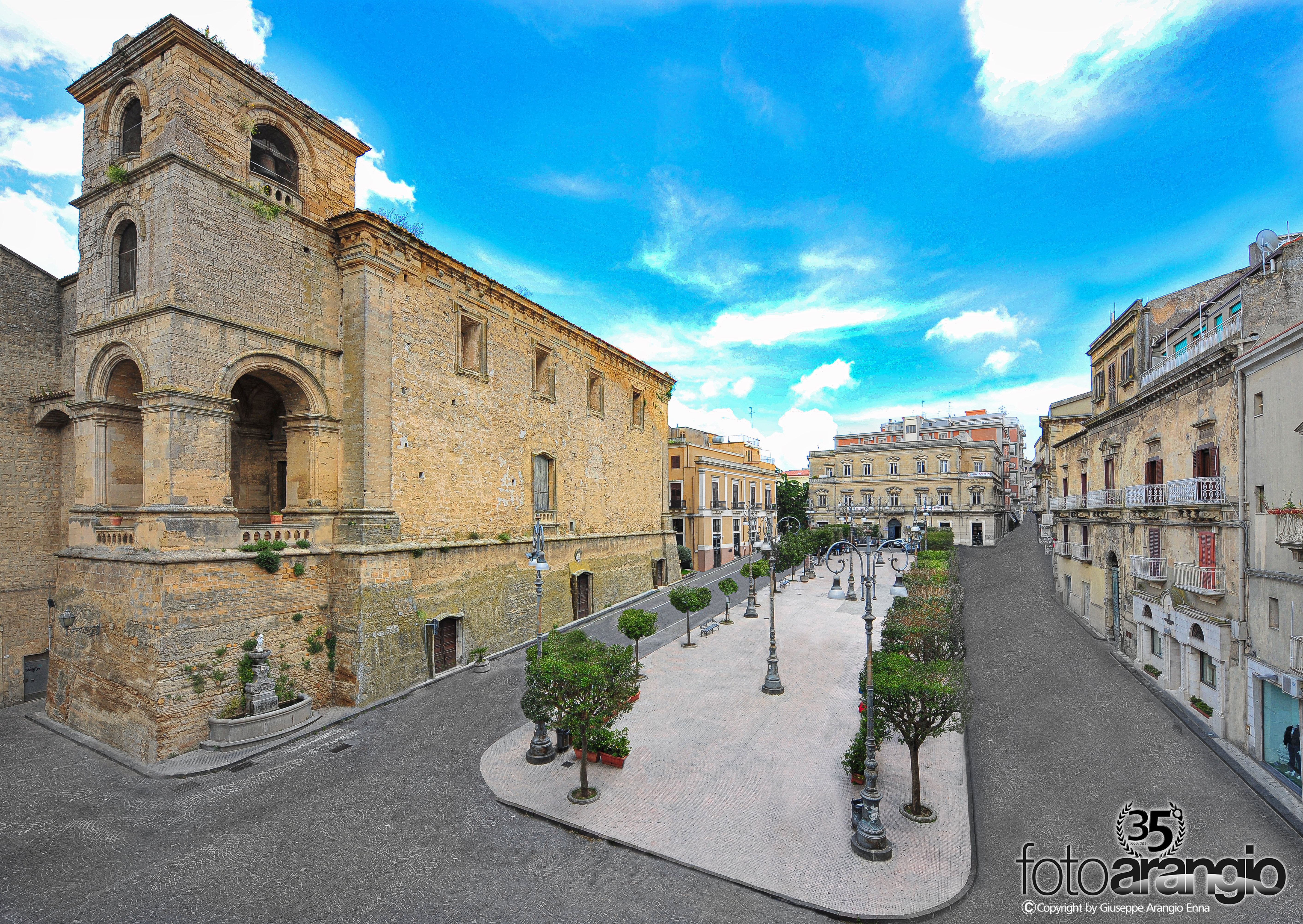
Il Palazzo Chiaramonte su Piazza Vittorio Emanuele.

Poco o nulla si sa della struttura urbana originaria datale dai Sicani che si arroccarono sulla montagna fuggendo dai Siculi che incalzavano da sud; il primo nucleo del Castello di Lombardia fu probabilmente eretto in questa epoca.
Sempre in questo periodo sulla Rocca di Cerere venne eretto il prestigioso Tempio dedicato alla dea delle messi; del pregevole edificio marmoreo parlò Cicerone notando che custodiva 4 preziose statue trafugate dal pretore Verre nel 77 d.C. Una scalinata ancora attraversabile conduce ai resti dell'ara sacrificale. Il grande sviluppo che Henna conobbe con i Greci è corrisposto a uno sviluppo urbano-architettonico di cui rimane scarsa traccia, giacché i Romani, per prendere Henna (che definirono Urbs Inexpugnabilis) operarono stragi, incendi e devastazioni. Ancora visibili sono le antichissime mura di cinta su alcuni costoni del monte.
Poche tracce rimangono dell'Alto Medioevo mentre dopo l'anno mille, nel pieno della dominazione araba, si costruì una moschea su quella che è la chiesa di San Michele, innanzi al duomo e si verificò un boom edilizio. Con i Normanni, e in seguito, Castrogiovanni si configurò come cittadina medievale, con duomo gotico, numerose e belle torri di difesa, casupole in pietra, viuzze strette e tortuose, un gigantesco castello, la torre di Federico e alcune chiese. Le epoche rinascimentale e barocca, tra XVI e XVIII secolo, mutarono profondamente il volto della città: numerose, magnifiche chiese barocche vennero innalzate e le antiche torri di difesa vennero trasformate in campanili. Il castello cadde in rovina mentre fioriva l'architettura religiosa.

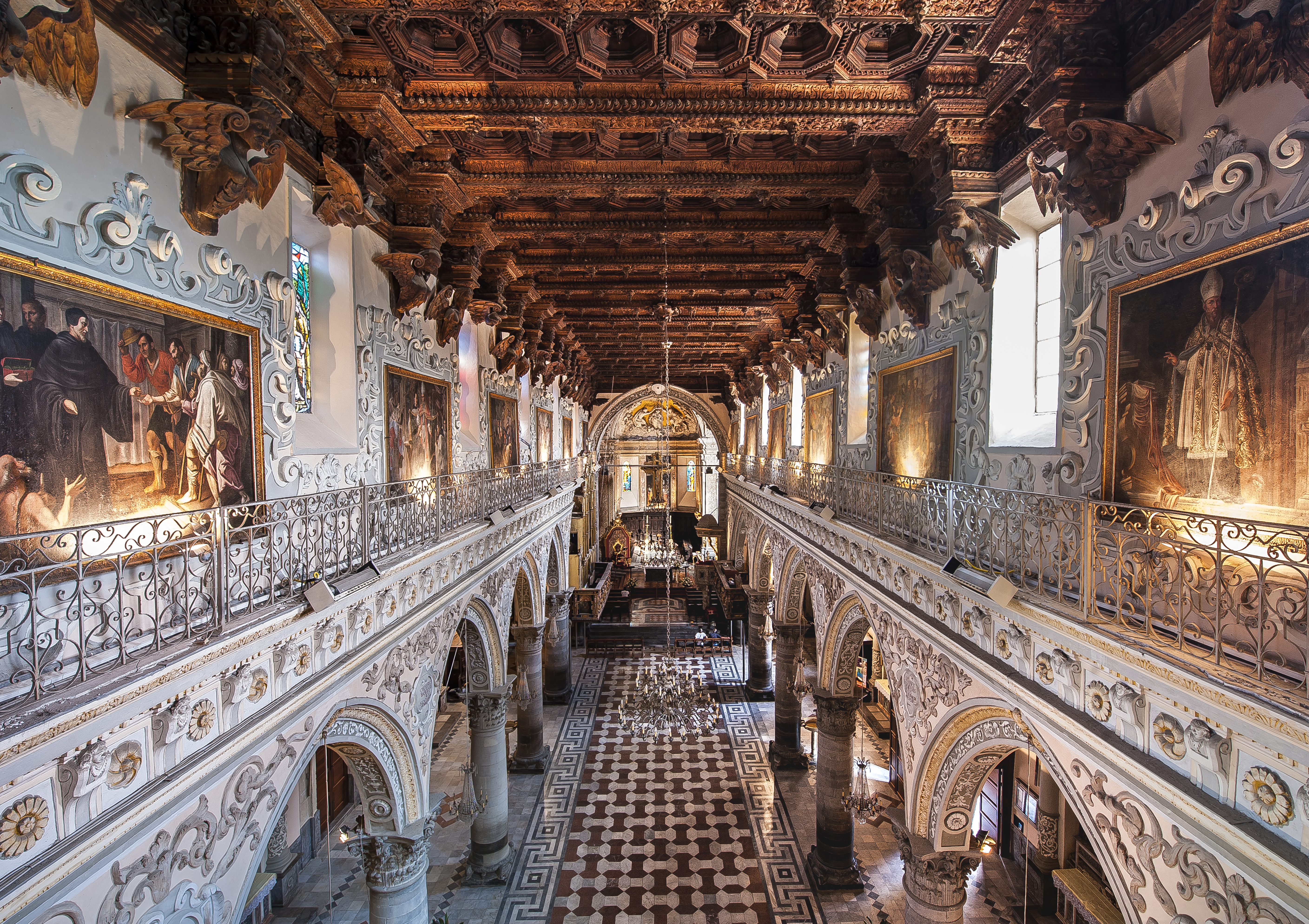
Arte barocca ad Enna, scorcio del soffitto ligneo del Duomo.

In tale periodo vennero costruiti palazzi baronali e monastici (barocchi) e la città si espanse in tutto il versante centrale e orientale dell'altipiano mentre in quello occidentale, più aspro e climaticamente rigido, vennero confinati i contadini deportati dal feudo di Fundrisi. Intanto, nascevano, nel XVIII secolo, le 7 porte per l'accesso alla città. Nel XIX secolo molte torri, chiese, monumenti, porte e lo stesso castello caddero in rovina e alcuni scomparvero a causa dell'asportazione delle loro pietre per costruire case ovunque ci fosse posto: tutto l'altipiano fu edificato. Tra gli edifici più pregevoli di quel periodo, figura il Palazzo dei Benedettini, monastero barocco che contiene elementi gotici. Il monastero, caduto in disuso, è stato oggetto di un finanziamento iniziale di 2,7 milioni di euro per consentirne il restauro e ospitare la sede del rettorato dell'Università di Enna.
Dopo il 1927, con l'erezione a capoluogo di provincia e l'insediamento di uffici e dipartimenti, anche in vista della visita di Re Vittorio Emanuele III e di Benito Mussolini, interi quartieri vennero rasi al suolo per far posto a strade diritte e ampie, a piazze e a nuovi palazzi. Enna perse la sua immagine di borgo medievale, che conserva solo in alcuni rioni. L'area del Monte (versante ovest) venne in gran parte stravolta da costruzioni e condomini mentre nasceva il nucleo originale di Enna Bassa e Pergusa.

#### Aree naturali

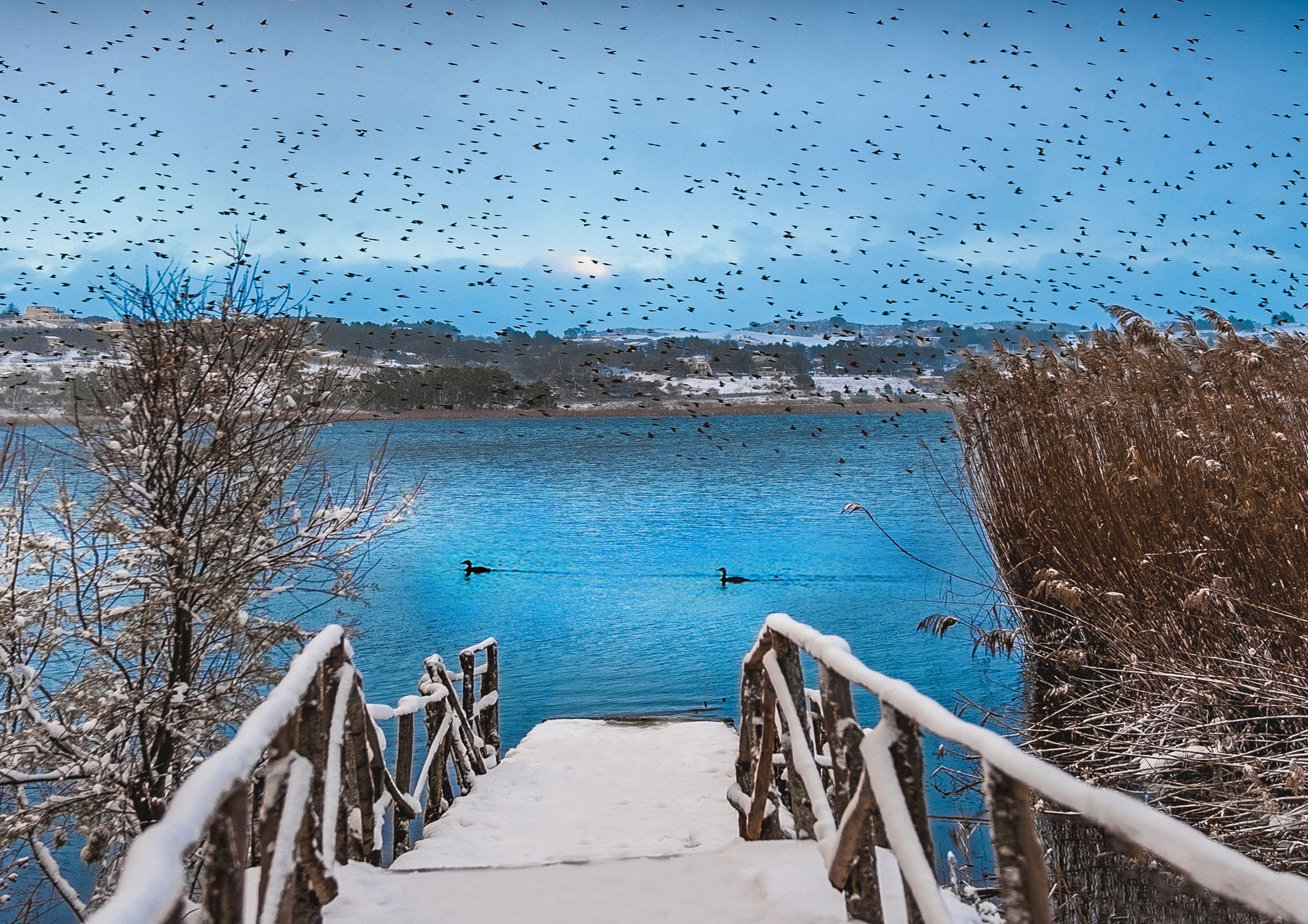
Il canneto di Pergusa in primo piano con uno scorcio del lago sullo sfondo.

Ad Enna alta sono presenti tre ville con verde: la villa di Torre di Federico ospitante la sveva torre ottagonale, la villa Pisciotto che prende nome dalla porta antica che ivi costituiva l'accesso alla città e un ampio atrio verde all'interno del Castello di Lombardia.
Enna Bassa ha un impianto urbano molto più arioso e i complessi condominiali sono separati da aree verdi.
A 5 km da Enna è sita la Riserva naturale speciale Lago di Pergusa con la Selva Pergusina (area forestale) e l'unico lago naturale della Sicilia interna, dal quale transita la maggior parte dell'avifauna migratoria isolana.

## Società

### Evoluzione demografica
(Istat luglio 2009)
Abitanti censiti

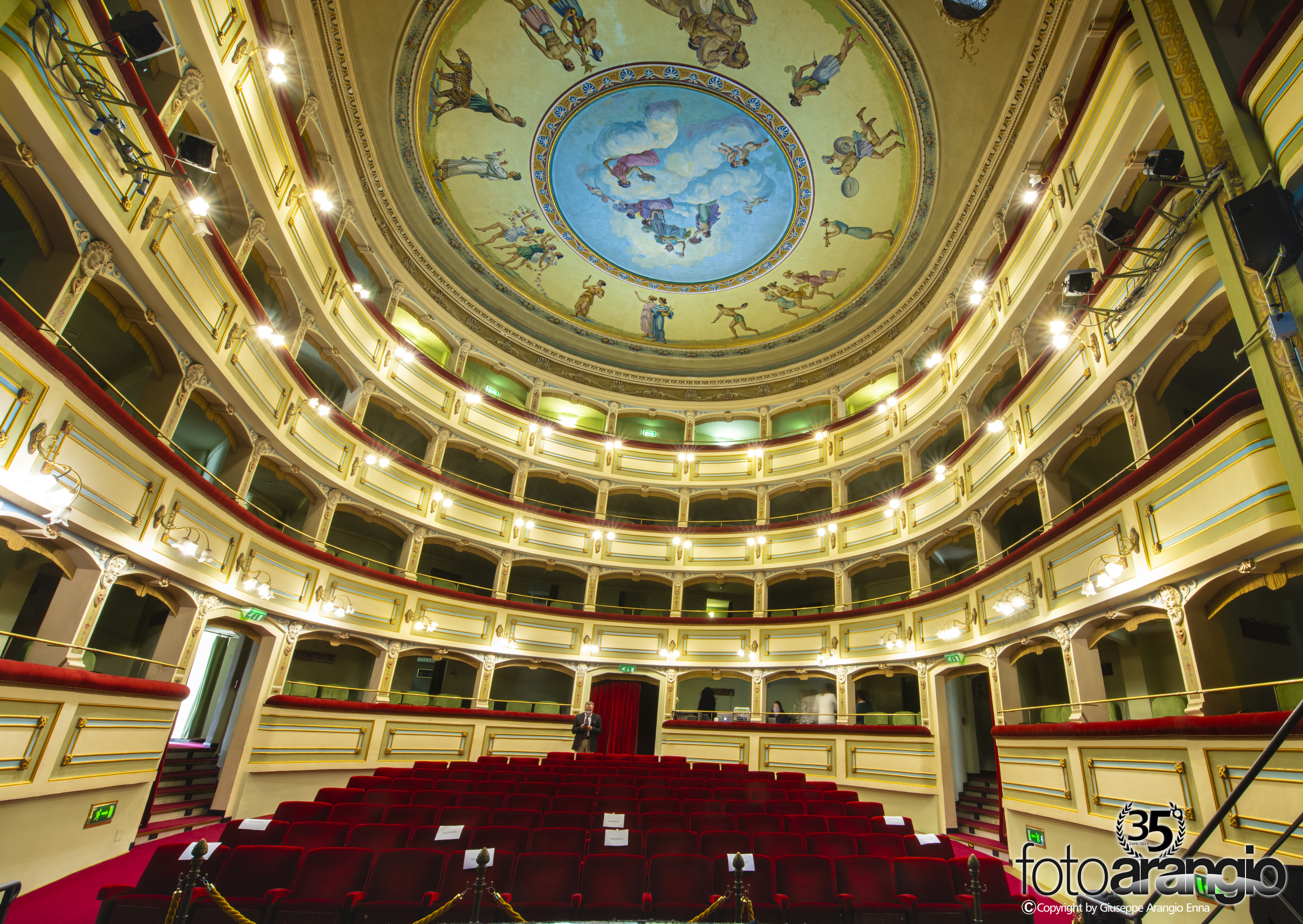
Il Teatro Garibaldi, sede del municipio di Enna.

L'evoluzione demografica registrata a partire dal 1861 e per quasi un ventennio denota il dato di circa 14 000 abitanti. In seguito all'incremento dell'attività mineraria dello zolfo divenne pressoché doppia al 1901.
La tendenza positiva culminò nei 31879 ab. del 1921 ma il primo decennio fascista segnò un decisivo crollo che ricondusse la popolazione alla soglia dei 22000 ab. L'erezione a capoluogo di provincia nel 1926 riportò il trend positivo e nel secondo dopoguerra tornò ai livelli precedenti al fascismo, stabilizzandosi.
Dagli anni 1970 agli anni 1980, un lieve calo della popolazione conseguì a un impoverimento dell'economia, con la chiusura delle miniere di zolfo e di vari uffici, finché nel decennio successivo non si ebbe una nuova crescita, anche da associarsi all'espansione di Enna Bassa e dell'università, grazie alla quale nel 2001 è stato registrato il picco storico del numero di residenti, dopo quello del 1921. Dal 2007 si verifica una flessione della popolazione residente attestandosi intorno 27900 abitanti
Il comune di Enna ha una densità di popolazione molto inferiore alla media nazionale e regionale, circa la metà. Al 2006, il dato era di 78,94 ab./km², superiore tuttavia a quello provinciale di 55,63 ab./km². La tendenza generale degli ultimi anni è un lievissimo decremento demografico a Enna alta (che dai 16662 ab. del 2001 è passata ai 16543 ab. del 2006) e uno assai più accentuato nelle contrade extraurbane (2212 ab. nel 2001, dimezzatisi nel giro di 5 anni fino a quota 1208 ab.), a favore di Enna Bassa che gode al contrario di un aumento della popolazione residente, anch'esso però a livelli trascurabili (9556 ab. nel 2001, 9691 nel 2006) e del Villaggio Pergusa (dove i 1449 abitanti del 2001 sono passati a 1604 nel 2006).
Dei 27000 abitanti, la quasi totalità si concentra in una ristretta area urbana comprendente Enna alta, Enna Bassa e il Villaggio Pergusa. Nelle contrade, invece, risiede il 3% circa della popolazione: da ciò si evince che a dispetto di un'area relativamente poco estesa dove risiede il 97% degli abitanti, la minima parte restante si distribuisce su un territorio assai vasto, e pertanto quasi disabitato.

### Etnie e minoranze straniere
Al 31 dicembre 2023 gli stranieri residenti nel comune erano 739, ovvero il 2,92% della popolazione. Di seguito sono riportati i gruppi più consistenti:
- Romania, 238
- Marocco, 181
- Filippine, 73
- Cina 42
- Tunisia 35

### Tradizioni e folclore
Principali eventi fissi
- Festa Patronale Ennese di Maria SS. della Visitazione il 2 luglio:

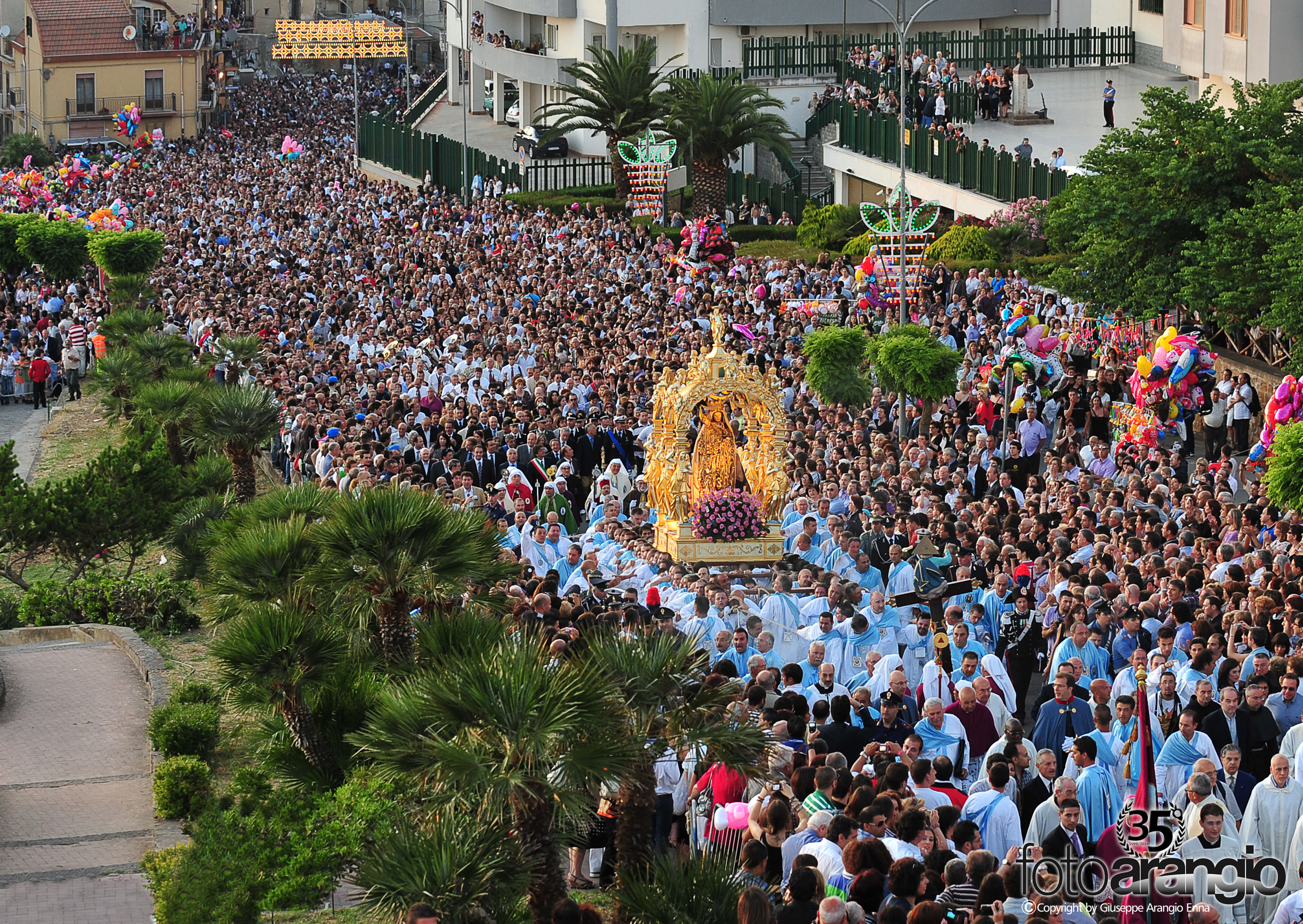
La statua quattrocentesca della Vergine, in processione il per la festa del 2 luglio sulla nave d'oro

La patrona di Enna è Maria della Visitazione, festeggiata il 2 luglio: in tale ricorrenza i membri scalzi della omonima confraternita portano, a spalla, la nave d'oro con la statua della Madonna per le vie della città sino ad arrivare alla Chiesa Francescana di Montesalvo dove sosterà per due settimane. La statua della Madonna è adornata con gioielli d'oro offerti da persone devote nell'arco di secoli. Altro appuntamento è l'ultima domenica di agosto con la festa della Madonna di Valverde.
- Settimana Santa di Enna:

I festeggiamenti della Settimana Santa di Enna hanno come culmine la solenne processione del Venerdì Santo, durante la quale migliaia di confratelli incappucciati percorrono le vie della città.
- Festeggiamenti del Signuruzzu du Lacu (Signore del Lago) sul Lago Pergusa:

La festa si svolge durante la prima settimana di maggio e ha il suo culmine la prima domenica, con la benedizione delle acque del Lago. Seguono i giochi pirotecnici e uno spettacolo di musica leggera o teatrale.
- Festa del Beato Girolamo De Angelis sacerdote ennese e compatrono della città:Girolamo de Angelis, compatrono della città (4-5 dicembre)

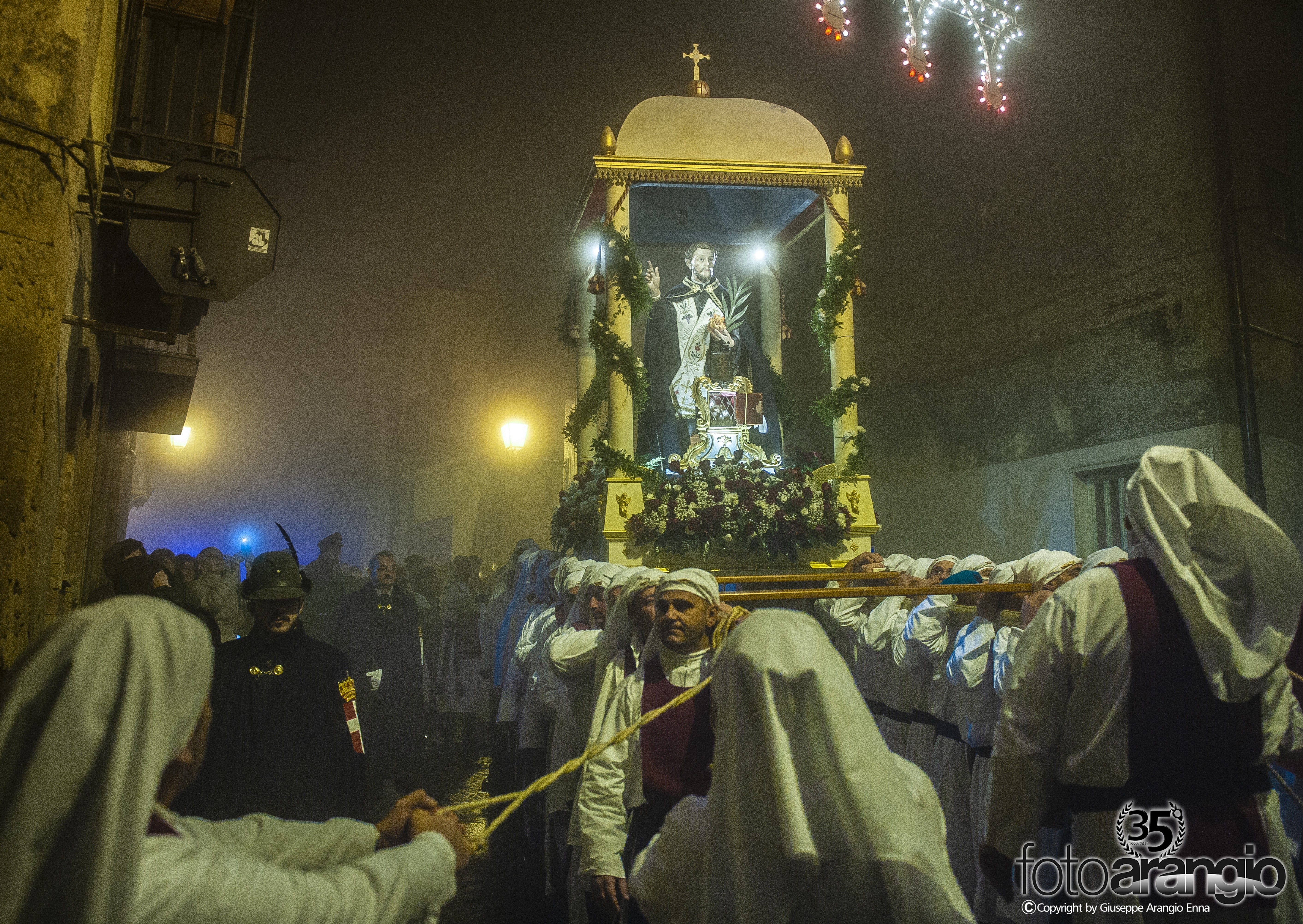
Girolamo de Angelis, compatrono della città (4-5 dicembre)

I festeggiamenti iniziano la penultima domenica di novembre e culminano il 4 e 5 dicembre, con processione e giochi pirotecnici.
- Festa della Madonna di Valverde:

La festa della Madonna di Valverde ha origini molto antiche (1300 circa). La Vergine di Valverde fu la prima patrona del popolo Ennese, sino al 1412, anno dell'arrivo del simulacro della Madonna della visitazione in città, patrona della città. La festa ha il suo clou l'ultima domenica di agosto tra processione, luminarie, fuochi pirotecnici e concerti.
- Festa della Madonna dei carusi:

Quella della Madonna dei carusi è una delle feste più sentite dal popolo ennese. La festa venne istituita per onorare i giovani operai delle miniere e metterli sotto la protezione di Maria. La festa culmina la prima domenica di settembre, con la processione, i giochi pirotecnici e una kermesse musicale: il festival canoro dei bimbi, in piazza Sant'Agostino, tra il sabato e la domenica della festa.
- Festa del SS. Crocifisso di Papardura:

Nel santuario arroccato di Papardura si svolge il 13 e il 14 settembre una delle feste più antiche della città, con la degustazione delle "Cudduredde", la benedizione con una reliquia della Santa Croce, e coincide con la tradizionale fiera di settembre in piazza Europa.
- Festa dell'Immacolata:

Processione del Simulacro della Vergine sino al carcere, saluto dei detenuti, ritorno e giochi pirotecnici al Belvedere Marconi.
- Settimana Federiciana che si divide in due tempi: a maggio per quanto concerne le attività culturali e il conferimento del premio internazionale Federico II, a luglio invece per i cortei di rievocazione storica dell'ingresso di Federico II che si svolge nella zona Spirito Santo. La prima domenica successiva alla festa patronale del 2 luglio si svolge il "Gran corteo storico federiciano" che raggruppa gruppi storici di tutta la Sicilia e che si snoda fra il Castello di Lombardia e la torre di Federico attraversando tutto il centro storico.
- Altro
  - Torneo Internazionale della Musica (TIM), semifinali e finali dal 2007.
  - Stagione motoristica dell'Autodromo di Pergusa.

## Cultura
Dal 2022 la città fa parte del progetto del Primo parco mondiale dello stile di vita mediterraneo insieme ad altre 103 città del centro Sicilia.

### Istruzione

#### Università
L'Università Kore di Enna è la più giovane fra le università siciliane; fondata nel 2005 è l'unico istituto universitario fondato in Sicilia dopo l'Unità d'Italia; gli studenti iscritti sono circa 4052. Oltre alla Kore, è presente il Fondo Proserpina, che effettua da remoto alcuni corsi per conto dell'università romena Dunărea de Jos di Galați.

#### Musei

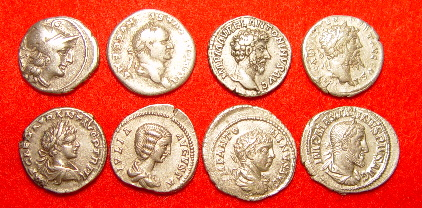
Monete romane

- Il Museo Alessi è situato in locali in stile gotico-catalano, traccia dell'impianto trecentesco originario del Duomo; il progetto di allestimento è stato redatto dall'architetto Andrea Nonis. Il museo espone alcune collezioni di una certa ricchezza, tra cui si segnalano la sezione numismatica, con 4000 monete greco-romane, alcune collezioni appartenute a famiglie nobili e il Tesoro della Chiesa Madre, che custodisce un vasto ventaglio di pezzi d'oreficeria siciliana, come la Corona della Madonna in oro tempestato di diamanti di Leonardo e Michele Montalbano.
- Il Museo Archeologico Regionale di Enna, fondato negli anni 1980, conserva numerosi reperti rinvenuti in diversi siti archeologici della Sicilia interna, tra cui alcuni noti in ambito internazionale, come la città indigena ellenizzata di Morgantina o la Villa Romana del Casale di Piazza Armerina.
- Il Museo Musical Art 3M raccoglie "opere musicali" esponendo virtualmente i quadri di artisti siciliani o che hanno operato in Sicilia dal XV al XX secolo. Vi sono inoltre mostre fotografiche temporanee ed è sede di iniziative culturali riguardanti arte e tradizioni locali e non.
- Il Museo del Mito[30]

### Cinema
Alcuni dei film girati ad Enna:
- Tre giorni d'anarchia (2003), di Vito Zagarrio.
- Rosso Malpelo (2007), di Pasquale Scimeca.
- La bella società (2009), di Gian Paolo Cugno.
- Oblivous Dream (2011), Cortometraggio di Mark Kernel.

### Cucina
Sono tipici dell'ennese alcuni prodotti gastronomici di notevole diffusione. Tra questi:
- Il Pan del Dittaino, che si fregia del marchio comunitario DOP.
- Il piacentino ennese, particolare qualità di formaggio caratterizzata dall'aggiunta di zafferano che gli conferisce gusto e colorazione inconfondibili.
- La cassatella di Agira, dolce di pasta di frolla a mezzaluna ripieno di un impasto di cacao, mandorla tritata, scorza di limone ed altri ingredienti.
- I vucciddati, dolci di pasta frolla simili alla cassatella di Agira il cui ripieno può essere di fichi secchi, mandorla o marmellata.

## Economia

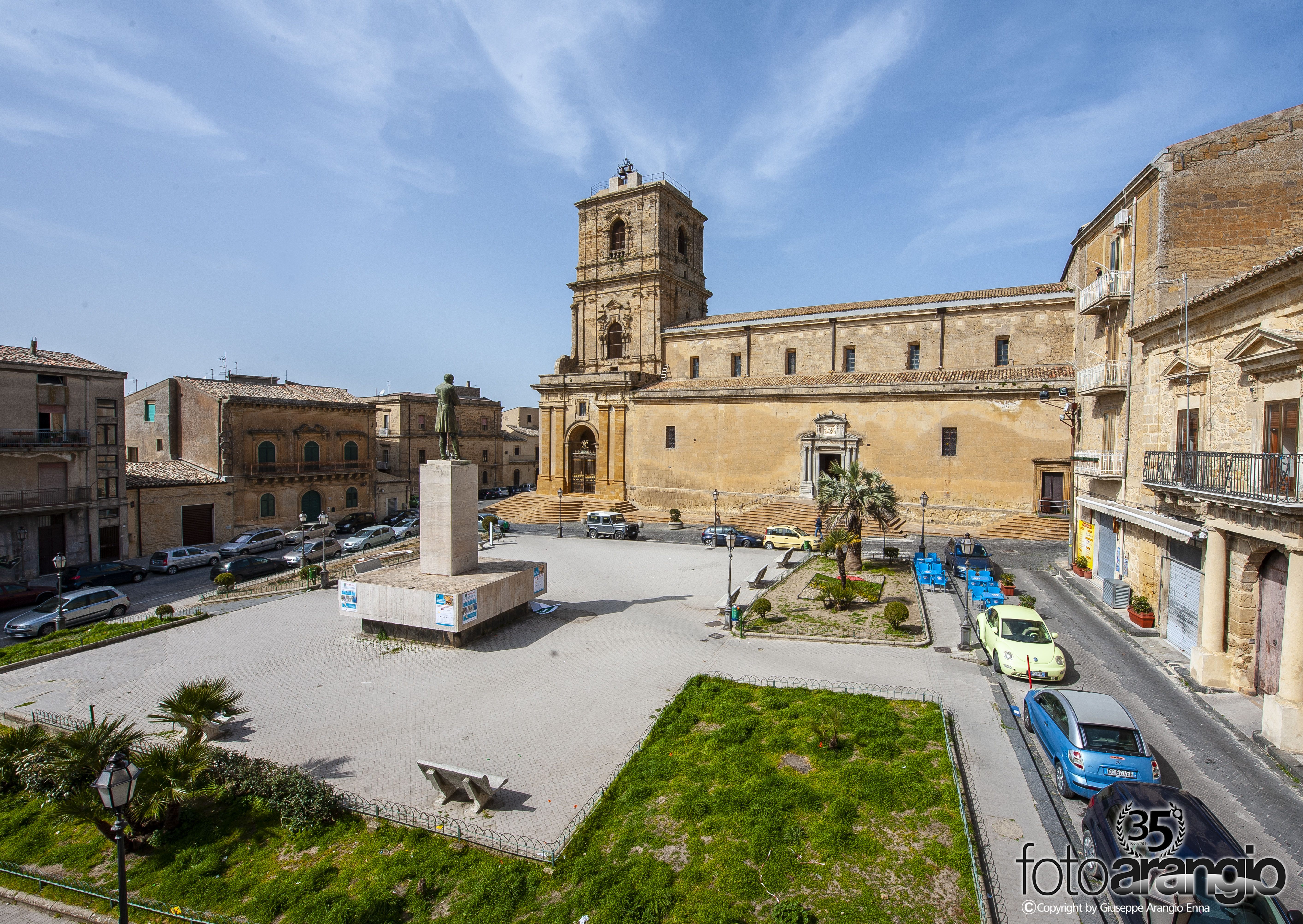
Monumento a Mazzini nella piazza accanto al Duomo

L'economia di Enna è stata nei secoli incentrata nella produzione agricola. A partire dal XVIII secolo ha sviluppata l'estrazione dello zolfo. A Pasquasia è stata per secoli praticata l'estrazione dei sali potassici. L'attività mineraria è andata decadendo lungo tutto il XX secolo e verso la fine dello stesso è stata definitivamente chiusa. Una debole attività turistica è sostenuta dalla presenza delle varie aree di interesse archeologico mentre alcune attività commerciali e artigianali si sono insediate nell'area industriale del fiume Dittaino. Enna ha dichiarato nel 2010 un PIL di 16.260 euro pro capite, piazzandosi tra le province più povere.

### Turismo
Il turismo di permanenza breve o media si concentra prevalentemente in estate o durante la Settimana Santa di Enna.

### Industria

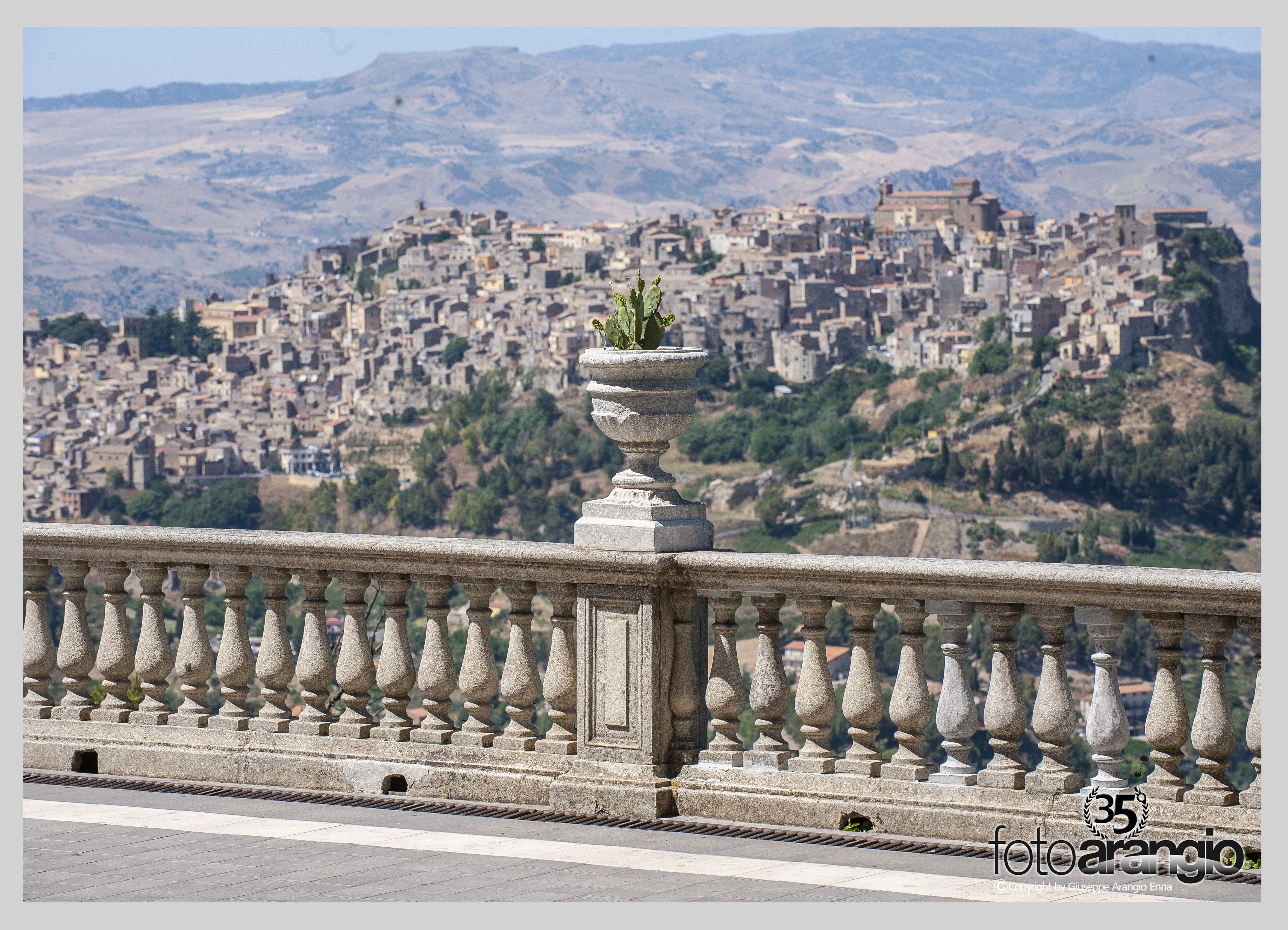
Veduta dal Belvedere di Enna, con Calascibetta in primo piano

## Infrastrutture e trasporti
Enna, situata al centro dell'isola e in posizione elevata, è accessibile soltanto mediante il trasporto su gomma. Sono numerose le autolinee attive tra Enna e le principali città della Sicilia, in gran parte gestite da due tra le maggiori compagnie siciliane d'autotrasporti, aventi sede ad Enna, la SAIS Autolinee e la Interbus. Queste forniscono anche collegamenti con il resto d'Italia e con alcuni paesi d'Europa. Enna è raggiungibile dall'autostrada A19 Palermo-Catania (E932), mediante lo svincolo omonimo in viadotto, tra i più lunghi della Sicilia. Per raggiungere le due parti, alta e bassa, della città, si deve imboccare la strada statale 117 bis Centrale Sicula.
Il territorio di Enna è attraversato dalla strada statale 117 bis e dalla statale 122, che la collegano a Caltanissetta, dalla strada statale 121 Catanese, che la collega da un lato a Palermo e dall'altro lato a Nicosia ed a Santo Stefano di Camastra, tramite poi la SS 117 Centrale Sicula), dalla strada statale 192 della Valle del Dittaino, che la collega a Catania, dalla strada statale 561 Pergusina, che la collega a Piazza Armerina e a Gela e dalla strada statale 290 di Alimena che la collega a Calascibetta, Alimena e alle Petralie (Petralia Soprana e Petralia Sottana). La strada provinciale 1 assicura gran parte del traffico tra Enna alta ed Enna bassa.
Enna è costeggiata a quota più bassa dalla linea ferroviaria Catania-Palermo, che la collega anche a Caltanissetta e Agrigento. La stazione si trova 5 km a valle del centro storico, ma il movimento delle merci avviene principalmente a Dittaino.
Sei linee di autotrasporto pubblico urbano sono attive ad Enna, gestite dalla SAIS. Di queste, una percorre le vie del centro, mentre le altre collegano quest'ultimo ad Enna Bassa e al Villaggio Pergusa.

Nel 2007 il territorio provinciale disponeva anche di un idroscalo, situato a Leonforte nel lago Nicoletti. L'infrastruttura tuttavia da tempo non è più operativa.

## Amministrazione

### Gemellaggi
- Todi, dal 2020[32]
- Kastoria, dal 2006[33]
- Gharb[33]
- Costa del Sol[33][non chiaro]
- Haz-Zebbug[34]

## Sport

### Impianti sportivi

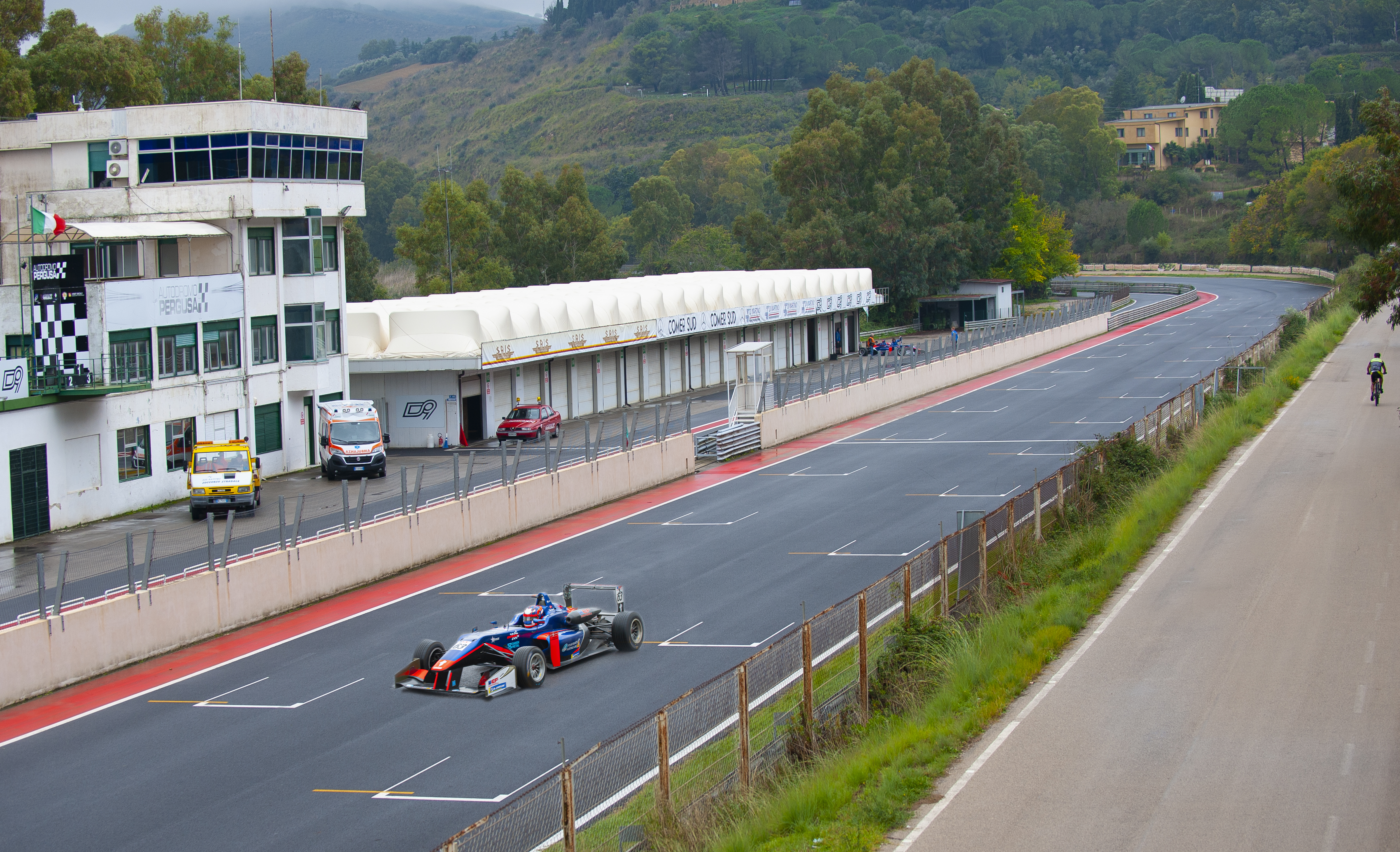
Vista delle tribune dell'Autodromo

La città possiede alcuni impianti sportivi; a Pergusa ha sede un circuito automobilistico (Autodromo di Pergusa). Nel 1997 ha ospitato il Ferrari Day con la partecipazione di Michael Schumacher ed altri campioni.
Pergusa ospita anche tre piscine scoperte comunali, un campo di calcio e vari di calcetto. A Enna Bassa è sita la piscina comunale coperta, la pista di Atletica leggera, corsa e ciclismo intitolata a Tino Pregadio e il Palazzetto dello Sport. Campi di tennis, pallavolo, bowling, bocciodromi e altre strutture sportive si trovano ad Enna alta, sede tra l'altro dello stadio Generale Gaeta.

### Società sportive
La principale squadra di Enna è l'Enna Calcio SCSD, che ha all'attivo due partecipazioni alla Serie C. Milita in Serie D e gioca le partite interne allo stadio Generale Gaeta. Altra società calcistica presente in città e nata precisamente a Pergusa nel luglio 1981 è l'A.P.D. Lagoreal 1981, con trascorsi nel calcio dilettantistico e giovanile.
La città vanta una squadra di rugby, l'Unione Rugby Enna, fondata nel 2022 dopo un periodo di inattività durato cinque anni, successivo allo scioglimento delle due precedenti società: le Aquile Enna, che militavano in Serie C1, e l'Amatori Enna, attiva nel Campionato di Serie C2. Attualmente, la squadra partecipa esclusivamente con formazioni giovanili, promuovendo il rugby nelle scuole medie e superiori.
Un team sportivo cittadino in categoria maggiore è la squadra di pallamano maschile Haenna. Fino all'estate del 2006 in Serie A era presente la squadra di pallamano femminile, la De Gasperi Enna, che ha vinto lo scudetto nel 1999 e nel 2002 e due, Coppa Italia, nel 1998 e nel 2000; in seguito la squadra è fallita dedicandosi solamente al settore giovanile.
Enna vanta una tradizione nell'ambito della disciplina olimpica del Tennistavolo. L'attività nasce come passatempo oratoriale su impulso dei Frati del Convento di S. Giuseppe che fondano prima la Folgore e poi il Gruppo Sportivo Ausonia (1971). Proprio l'Ausonia, dopo una serie di promozioni consecutive, ha militato all'inizio del 2000 nel Campionato a Squadre Maschili di serie A2, partecipando ai playoff per la promozione in A1. 
Dopo vent'anni una "Ausonia" rifondata ha partecipato al Campionato di A2, sia in campo maschile che femminile. Negli anni tra il 2020 e il 2023 alcuni atleti di Ausonia e di Eos (altra giovane società ennese) hanno conseguito titoli italiani individuali in ambito giovanile.
Nella stagione sportiva 2025/2026 l'A.S.D. Tennistavolo Ausonia Enna parteciperà al Campionato Nazionale a Squadre Maschili di Serie A2 e al Campionato Nazionale a Squadre Femminili di Serie A2.